# Leszek Zieliński (ur. 1956)
Leszek Stanisław Zieliński (ur. 28 marca 1956 w Krakowie) – polski polityk, działacz opozycyjny w PRL, poseł na Sejm II i IV kadencji, w latach 2004–2005 sekretarz stanu w resortach związanych z polityką społeczną oraz pełnomocnik rządu ds. osób niepełnosprawnych.

## Życiorys
Ukończył w 1977 Technikum Budowlane w Krakowie. Od 1979 do 1983 pracował w Krakowskich Zakładach Elektronicznych „Unitra-Telpod”. W 1980 wstąpił do „Solidarności”. W stanie wojennym został internowany na kilka dni, następnie skazany na karę dwóch lat pozbawienia wolności z warunkowym zawieszeniem jej wykonania. Na początku lat 90. był dyrektorem Biura Rady Miasta Krakowa. W tym samym czasie kierował wojewódzkimi strukturami Porozumienia Centrum. W 1998 założył przedsiębiorstwo projektowe.
W latach 1993–1997 sprawował mandat posła II kadencji z listy Bezpartyjnego Bloku Wspierania Reform. Był przewodniczącym powstałego na skutek rozpadu BBWR Bloku dla Polski, z ramienia którego bez powodzenia kandydował do Sejmu w 1997. W wyborach samorządowych w 1998 bezskutecznie ubiegał się o mandat radnego sejmiku małopolskiego z listy koalicji Ruch Patriotyczny Ojczyzna. Ponownie uzyskał mandat poselski na Sejm IV kadencji z listy Polskiego Stronnictwa Ludowego w okręgu chrzanowskim (w ramach umowy między PSL a BdP). Klub PSL opuścił, gdy partia ta wystąpiła z koalicji rządowej, przechodząc do FKP (następnie działając w kole Stronnictwa Gospodarczego). W rządach Leszka Millera i Marka Belki zajmował stanowisko sekretarza stanu w MGPiPS (od kwietnia 2004 do maja 2004), a następnie tożsame w MPS (od maja 2004 do listopada 2005). Był też w tym czasie pełnomocnikiem rządu do spraw osób niepełnosprawnych. W 2003 założył nowe ugrupowanie pod nazwą „Chrześcijańska Demokracja”. W 2005 nie ubiegał się o reelekcję. Po niezłożeniu sprawozdania finansowego za rok 2009 kierowana przez niego partia została w 2010 wykreślona z ewidencji.

## Odznaczenia
W 2014 otrzymał Krzyż Wolności i Solidarności.